# 967
| [ Edytuj tabelę ]              |                                     |
| Książę Polski                  | - 960 Mieszko I 992                 |
| Król Anglii                    | - 959 Edgar Spokojny 975            |
| Hrabia Aragonii                | - 922 Andregota Galíndez 972        |
| Hrabia Aragonii i król Nawarry | - 926 Garcia I 970                  |
| Hrabia Barcelony               | - 947 Borrell II 992                |
| Książę Bawarii                 | - 955 Henryk II Kłótnik 976         |
| Książę Burgundii               | - 965 Odo-Henryk 1002               |
| Cesarz Bizancjum               | - 963 Nicefor II Fokas 969          |
| Car Bułgarii                   | - 927 Piotr I 969                   |
| Cesarz Chin                    | - 960 Song Taizu 976                |
| Książę Czech                   | - 935 Bolesław I Srogi 972          |
| Król Danii                     | - 958 Harald Sinozęby 987           |
| Władca Egiptu                  | - 966 Abu al-Misk Kafur 968         |
| Król Franków zachodnich        | - 954 Lotar 986                     |
| Król Gruzji                    | - 961 Dawid III 1001                |
| Hrabia Holandii                | - 939 Dirk II 988                   |
| Cesarz Japonii                 | - 946 Murakami 967 - 967 Reizei 969 |
| Kalif                          | - 946 Al-Muti 974                   |
| Hrabia Kastylii                | - 923 Ferdinand Gonzalez 970        |
| Król Khmerów                   | - 944 Radżendrawarman II 968        |
| Wielki książę Kijowa           | - 945 Światosław I 972              |
| Patriarcha Konstantynopola     | - 956 Polieuktos 970                |
| Władca Korei                   | - 949 Kwangjong 975                 |
| Król Leónu                     | - 966 Ramiro III 984                |
| Król Norwegii                  | - 961 Harald II Szara Opończa 976   |
| Hrabia Palatynatu              | - 945 Hermann Pusillus 994          |
| Papież                         | - 965 Jan XIII 972                  |
| Hrabia Portugalii              | - 950 Gonçalo Mendes 999            |
| Cesarz Rzymski (niemiecki)     | - 962 Otton I Wielki 973            |
| Książę Saksonii                | - 961 Hermann 973                   |
| Król Szkocji                   | - 966 Cuilen 971                    |
| Doża Wenecji                   | - 959 Pietro IV Candiano 976        |
| Książę Węgier                  | - 955 Taksony 970                   |

Rok 967 / CMLXVII
stulecia: IX wiek ~
X wiek ~
XI wiek

lata: 957 «
962 «
963 «
964 «
965 «
966 «
967
» 968
» 969
» 970
» 971
» 972
» 977

## Wydarzenia w Polsce
- 22 września – bitwa Mieszka I z Wichmanem i Wolinianami zakończona zwycięstwem Polan.
- Mieszko I zdobył Szczecin, Kołobrzeg i Pomorze Gdańskie, pokonując Wolinian i Redarów oraz współdziałającego z nimi Wichmana.
- Mieszko I został zobowiązany do płacenia trybutu z części swego państwa.

## Wydarzenia na świecie
- Europa
  - Bolesław II został księciem Czech.

## Urodzili się
- Bolesław Chrobry – król Polski, najstarszy syn Mieszka I i Dobrawy (zm. 1025)
- Ludwik V Gnuśny – król zachodniofrankijski, ostatni z dynastii Karolingów (data sporna lub przybliżona) (ur. ok. 967) (zm. 987)

## Zmarli
- 22 września – Wichman Młodszy, przywódca Redarów i Wolinian, zginął w bitwie z Mieszkiem I (ur. ?)
- Bolesław I – książę czeski, ojciec Dobrawy (inne źródła podają datę śmierci jako 972) (ur. po 903)
- al-Isfahani – arabski historyk, literat.
- Murakami – cesarz Japonii (ur. 926)
- Sajf ad-Daula – władca Aleppo i Hims